# Copa Norte 1998
Die  Copa Norte 1998 war die zweite Austragung der Copa Norte, eines regionalen Fußballpokalwettbewerbs in Brasilien, der vom nationalen Fußballverband CBF organisiert wird. Mit dem Gewinn des Pokals war die Qualifikation für die Copa Conmebol 1998 verbunden. Es startete am 5. März und endete am 22. April 1998. Die acht Teilnehmer spielten im Pokalmodus die Finalteilnehmer aus.

## Teilnehmer
Die acht Teilnehmer kamen aus den Bundesstaaten Acre, Amazonas, Amapá, Maranhão, Pará, Piauí, Rondônia und Roraima. Im Gegensatz zum Vorjahr stellten Acre und Maranhão nur einen anstatt zwei Teilnehmer.
Die Teilnehmer waren:
| Bundesstaat | Klub                 |
| ----------- | -------------------- |
| Acre        | Rio Branco FC (AC)   |
| Amapá       | Ypiranga Clube       |
| Amazonas    | São Raimundo EC (AM) |
| Maranhão    | Sampaio Corrêa FC    |
| Pará        | Paysandu SC          |
| Piauí       | SE Picos             |
| Rondônia    | Ouro Preto EC        |
| Roraima     | São Raimundo EC (RR) |

## Turnierplan
|  | 1. Runde                               | 1. Runde                               | 1. Runde       | 1. Runde | 1. Runde |                    |                                        | Halbfinale   | Halbfinale | Halbfinale | Halbfinale | Halbfinale |  |  | Finale | Finale | Finale | Finale | Finale |
|  |                                        |                                        |                |          |          |                    |                                        |              |            |            |            |            |  |  |        |        |        |        |        |
|  | Rondônia                               | Ouro Preto                             | 0              | 2        | 2        |                    |                                        |              |            |            |            |            |  |  |        |        |        |        |        |
|  | Acre (Bundesstaat)                     | Rio Branco                             | 2              | 1        | 3        |                    |                                        |              |            |            |            |            |  |  |        |        |        |        |        |
|  | Acre (Bundesstaat)                     | Rio Branco                             | 2              | 1        | 3        | Acre (Bundesstaat) | Rio Branco                             | 2            | 1          | 3          |            |            |  |  |        |        |        |        |        |
|  |                                        |                                        |                |          |          | Acre (Bundesstaat) | Rio Branco                             | 2            | 1          | 3          |            |            |  |  |        |        |        |        |        |
|  |                                        | Amazonas (brasilianischer Bundesstaat) | São Raimundo   | 1        | 5        | 6                  |                                        |              |            |            |            |            |  |  |        |        |        |        |        |
|  | Amazonas (brasilianischer Bundesstaat) | Amazonas (brasilianischer Bundesstaat) | São Raimundo   | 1        | 5        | 6                  | São Raimundo                           | 3            | 0          | 3 (3)      |            |            |  |  |        |        |        |        |        |
|  | Amazonas (brasilianischer Bundesstaat) |                                        |                |          |          |                    | São Raimundo                           | 3            | 0          | 3 (3)      |            |            |  |  |        |        |        |        |        |
|  | Pará                                   | Paysandu                               | 0              | 3        | 3 (2)    |                    |                                        |              |            |            |            |            |  |  |        |        |        |        |        |
|  |                                        |                                        |                |          |          |                    | Amazonas (brasilianischer Bundesstaat) | São Raimundo | 1          | 1          | 2 (0)      |            |  |  |        |        |        |        |        |
|  |                                        | Maranhão                               | Sampaio Corrêa | 0        | 2        | 2 (3)              |                                        |              |            |            |            |            |  |  |        |        |        |        |        |
|  | Roraima                                | São Raimundo                           | 1              | 0        | 1        |                    |                                        |              |            |            |            |            |  |  |        |        |        |        |        |
|  | Maranhão                               | Sampaio Corrêa                         | 5              | 10       | 15       |                    |                                        |              |            |            |            |            |  |  |        |        |        |        |        |
|  | Maranhão                               | Sampaio Corrêa                         | 5              | 10       | 15       | Maranhão           | Sampaio Corrêa                         | 2            | 2          | 4          |            |            |  |  |        |        |        |        |        |
|  |                                        |                                        |                |          |          | Maranhão           | Sampaio Corrêa                         | 2            | 2          | 4          |            |            |  |  |        |        |        |        |        |
|  |                                        | Amapá                                  | Ypiranga       | 0        | 1        | 1                  |                                        |              |            |            |            |            |  |  |        |        |        |        |        |
|  | Amapá                                  | Amapá                                  | Ypiranga       | 0        | 1        | 1                  | Ypiranga                               | 2            | 1          | 3 (11)     |            |            |  |  |        |        |        |        |        |
|  | Amapá                                  |                                        |                |          |          |                    | Ypiranga                               | 2            | 1          | 3 (11)     |            |            |  |  |        |        |        |        |        |
|  | Piauí                                  | Picos                                  | 2              | 1        | 3 (10)   |                    |                                        |              |            |            |            |            |  |  |        |        |        |        |        |

### Viertelfinale
| Datum      |                         | Gesamt            |                    | Hinspiel | Rückspiel |
| ---------- | ----------------------- | ----------------- | ------------------ | -------- | --------- |
| 5.3./11.3  | Ouro Preto EC           | 2:3               | Rio Branco FC (AC) | 0:2      | 2:1       |
| 5.3./11.3. | São Raimundo EC (AM)    | 3:3 (3:2 i. E.)   | Paysandu           | 3:0      | 0:3       |
| 5.3./11.3. | São Raimundo EC (RR)    | 1:15              | Sampaio Corrêa FC  | 1:5      | 0:10      |
| 5.3./11.3. | Ypiranga Clube (Macapá) | 3:3 (11:10 i. E.) | SE Picos           | 2:2      | 1:1       |

### Halbfinale
| Datum      |                    | Gesamt |                         | Hinspiel | Rückspiel |
| ---------- | ------------------ | ------ | ----------------------- | -------- | --------- |
| 26.3./2.4. | Rio Branco FC (AC) | 3:6    | São Raimundo EC (AM)    | 2:1      | 1:5       |
| 26.3./2.4. | Sampaio Corrêa FC  | 4:1    | Ypiranga Clube (Macapá) | 2:0      | 2:1       |

## Finale

### Hinspiel
| São Raimundo EC (AM)                              | São Raimundo EC (AM)                                                        | Sampaio Corrêa FC                                                           | Sampaio Corrêa FC |
| ------------------------------------------------- | --------------------------------------------------------------------------- | --------------------------------------------------------------------------- | ----------------- |
| São Raimundo EC (AM)                              | \| 15. April 1998 in Manaus (Estádio Ismael Benigno) \| \| Ergebnis: 1:0 \| | \| 15. April 1998 in Manaus (Estádio Ismael Benigno) \| \| Ergebnis: 1:0 \| | Sampaio Corrêa FC |
| 15. April 1998 in Manaus (Estádio Ismael Benigno) |                                                                             |                                                                             |                   |
| Ergebnis: 1:0                                     |                                                                             |                                                                             |                   |

### Rückspiel
| Sampaio Corrêa FC                                            | Sampaio Corrêa FC | São Raimundo EC (AM) | São Raimundo EC (AM) |
| ------------------------------------------------------------ | --- | --- | -------------------- |
| Sampaio Corrêa FC                                            | \| 22. April 1998 in São Luís (Estádio Governador João Castelo) \| \| Ergebnis: 2:1, 3:0 i. E. \| \| Zuschauer: 29.600 \| | \| 22. April 1998 in São Luís (Estádio Governador João Castelo) \| \| Ergebnis: 2:1, 3:0 i. E. \| \| Zuschauer: 29.600 \|                                 | São Raimundo EC (AM) |
| Sampaio Corrêa FC                                            | Marcelo Lourenço – Paulinh Rezende, Rémerson, Oliveira, Cristiano – Borçato, Toninho Xerifão , Cal, Carlos Alberto – Rogério Paulista , Marcinho Reserve Marcelo Ribeiro , Júnior Amorim Cheftrainer: Sérgio Ramírez d’Ávila | Nailton – Marquinho, Guara, Nélson, Wilson – Kako, Alberto, Neto , Zedivan – Bugrão, Jeremias Reserve Niltinho , Luíca , Sidney Cheftrainer: Aderbal Lana | São Raimundo EC (AM) |
| Sampaio Corrêa FC                                            | 1:0 Toninho (27.) 2:0 Marcinho (55.) | 2:1 Niltinho (59.) | São Raimundo EC (AM) |
| Sampaio Corrêa FC                                            | Paulinho, Borçato | Wilson, Zedivan, Bugrão | São Raimundo EC (AM) |
| 22. April 1998 in São Luís (Estádio Governador João Castelo) | | |                      |
| Ergebnis: 2:1, 3:0 i. E.                                     | | |                      |
| Zuschauer: 29.600                                            | | |                      |